# Princess of Power
Princess of Power (estilizado en mayúsculas como PRINCESS OF POWER) es el sexto álbum de estudio de la cantante y compositora galesa Marina. Fue lanzado de forma independiente a través de Queenie Records el 6 de junio de 2025 y se distribuyó a través de la compañía musical BMG Rights Management.
Princess of Power marca su primer trabajo independiente desde sus dos obras de teatro extendidas Mermaid vs Sailor (2007) y Froot (2015). Pues Marina finalizó su contrato de 14 años con Atlantic Records después de su quinto álbum de estudio Ancient Dreams in a Modern Land (2021).
El álbum fue acompañado por 4 sencillos, "Butterfly" lanzada el 21 de febrero de 2025, "Cupid's Girl" el 21 de marzo, "Cuntissimo" el 10 de abril, y "I Love You", que se estrenó el mismo día del lanzamiento del disco.

## Desarrollo y producción

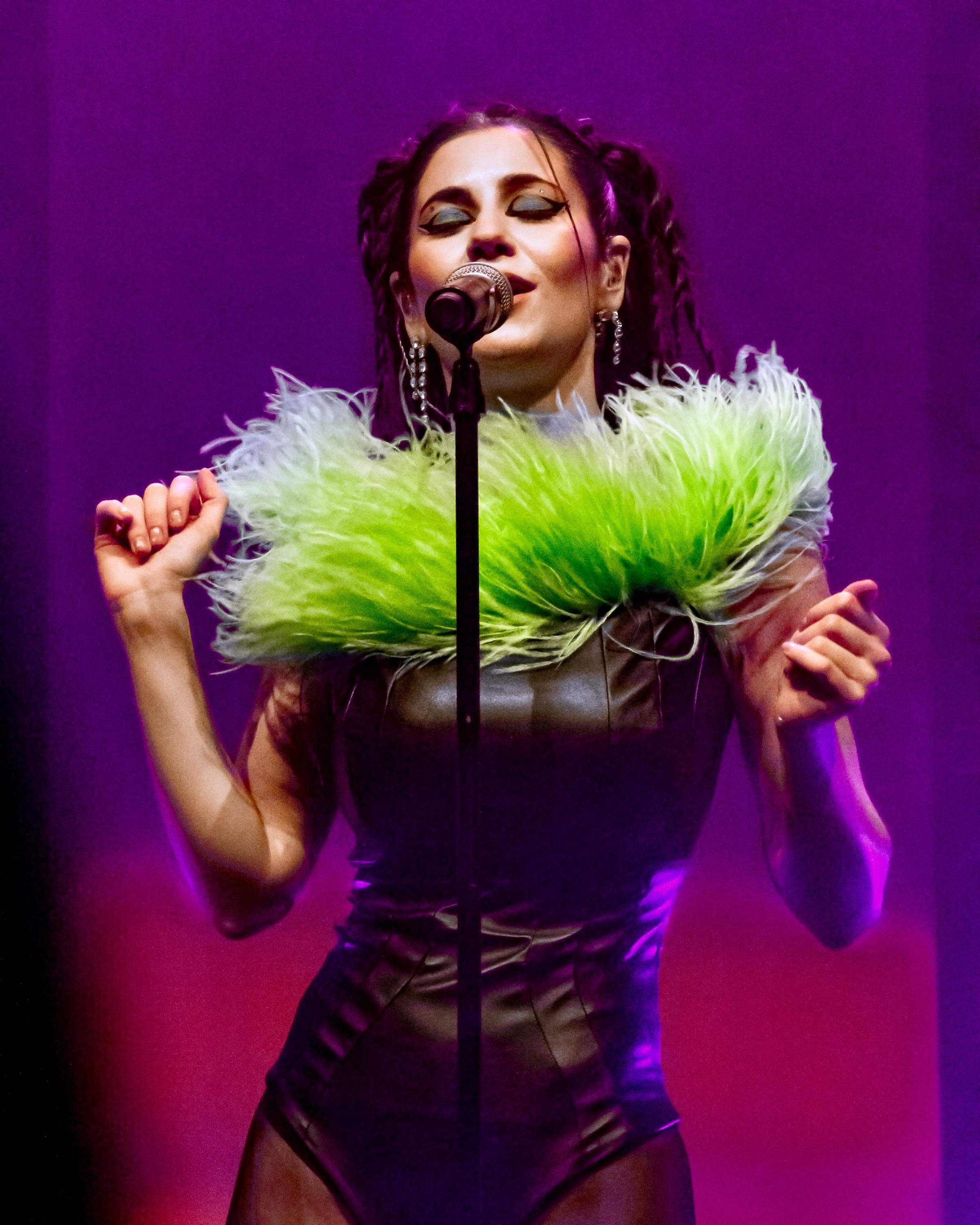
Marina actuando durante el Ancient Dreams in a Modern Land Tour en marzo de 2022.

Tras el lanzamiento de su quinto álbum de estudio, Ancient Dreams in a Modern Land (2021), recibió críticas generalmente positivas de los críticos musicales que lo compararon con sus trabajos anteriores. Marina anunció y realizó una gira con el mismo nombre que comenzó el 2 de febrero de 2022. Durante su gira, lanzó una reedición ampliada de su segundo álbum de estudio Electra Heart (2012), en honor a su décimo aniversario.
El 22 de mayo de 2022, durante su actuación en la O 2 Academy Brixton ubicada en Londres, Marina reveló que finalizará su contrato de catorce años con Atlantic Records para lanzarse como artista independiente . Ese mismo año, en noviembre, subió una imagen a través de X (antes Twitter) firmando un documento que anunciaba la creación de su propio sello discográfico, Queenie Records.
Durante el año siguiente no hubo más actualizaciones sobre música hasta que Marina dio una actualización relacionada con su salud: le diagnosticaron encefalomielitis miálgica (EM).  Marina explicó que habría experimentado diversos síntomas durante los últimos siete años, que han consistido en "depender de la adrenalina y la fuerza de voluntad para salir adelante cada día". Llevaba dos meses recuperándose y vio la necesidad de sanación de su "energía y atención en este momento" anunciando su regreso a su "vida creativa".
Tras varios meses de ausencia, Marina anunció su primer libro de poesía titulado Eat the World: A Collection of Poems lanzado en octubre de 2024. En una entrevista con la revista Rolling Stone el 2 de abril de ese mismo año, reveló que había estado "escribiendo durante seis meses" para su sexto álbum de estudio, pero que el proceso aún no estaba muy avanzado.  Finalmente, después de participar en un concierto de la cantante australiana Kylie Minogue, el 15 de julio confirmó a Attitude que el álbum estaría programado para ser lanzado el próximo año.  Ese mismo mes, Variety informó que el artista había firmado con Volara Management.

## Temas y composición
"Butterfly", el sencillo principal, es una canción chamber pop con influencias house que fue descrito como "un himno para la pista de baile después del horario laboral".   El lirismo de la canción encuentra a Marina explorando el renacimiento espiritual y el crecimiento personal,usando como recurso lírico principal el proceso biológico de metamorfosis de las orugas para convertirse en mariposas.La canción fue una de las primeras que la misma Marina mostró en sus historias durante la construcción de demos. 
"Cupid's Girl", segundo sencillo y quinta canción del álbum, es una canción synth-pop fuerte y poderosa con menos elementos que resaltan el new rave y el darkwave. Esta composición comienza con un comentario basado en un romance lúdico o seductor que muestra "la autoconciencia y el anhelo de Marina, cantando sobre las complejidades del amor con humor y profundidad".
"Cuntissimo" fue descrita como una canción melódica de electro y techno-pop de ensueño que se inspira en varias mujeres que encarnaron la fuerza y la independencia mientras "disfrutaban de sus vidas sin ser juzgadas".  Marina refleja que el tema central de la canción es el placer, ya que cree que las mujeres han sido negadas durante siglos debido a las presiones patriarcales, pero ahora rechaza las restricciones sociales contra ellas.La letra "Salma Hayek in the sun"  fue elogiada por la actriz del mismo nombre, que mandó un video de agradecimiento en el desfile de modas organizado por Marina para luego de que un fan le hiciera saber sobre la misma.
"I Love You" es una canción disco-pop que fue mostrada por primera vez por la cantante en publicaciones con partituras y un fragmento de los arreglos de cuerdas de la canción en Instagram (actualmente borradas) en 2024. Y fue elegida como el cuarto sencillo del álbum por los mismos fanáticos en un evento organizado por la cantante al año siguiente donde la otra opción era "Everybody Knows I'm Sad". La canción interpola el hit disco de Gloria Gaynor, "I Will Survive".

## Promoción y lanzamiento
El álbum de estudio fue precedido por el lanzamiento de cuatro sencillos y tres videos musicales . Se informó que la cantante comenzó a distribuir bolsas de regalo en enero de 2025, que contenían orugas vivas con instrucciones de cuidado sobre cómo criarlas. Esta campaña inmersiva culminó con su sencillo principal, "Butterfly", lanzado el 21 de febrero de 2025; el mismo día se estrenó un video musical dirigido por Aerin Moreno.Muchos fans relataron que sus mariposas salieron de sus capullos el mismo día del lanzamiento. 
"Cupid's Girl" se lanzó como segundo sencillo el 21 de marzo de 2025,  siendo anunciado de forma relativamente sorpresiva y acompañando a un visualizador dirigido por Logan Rice donde se ve a Marina con un arco y flecha cuyo tiro nunca es disparado. La canción recibió críticas mixtas, Harvard Crimson describió la canción como pegadiza pero "no es convincente", dejando a su audiencia "con ganas de un poco más de la profundidad emocional proporcionada por las canciones anteriores de su discografía".
Marina lanzó el tercer sencillo "Cuntissimo" el 10 de abril de 2025; acompañando el lanzamiento con un performance en el festival de música Coachella y además, anunciado el nombre de su sexto trabajo discográfico luego de 4 años, Princess of Power, mostrando su portada y fecha de lanzamiento. Se lanzó un video musical al día siguiente, dirigido por Olivia de Camps. V describió la canción como una "balada exagerada en defensa de la autonomía femenina [con] toques de la era victoriana".   El video musical del mismo muestra a Marina caracterizada de forma similar a María Antonieta mientras baila y celebra junto con otras mujeres en una gran mansión. Las tres canciones lanzadas fueron interpretadas en vivo el mismo día en el festival de música Coachella. Poco después, Marina dio a conocer la lista completa de las trece canciones que conforman el disco a través de las redes sociales.Para publicitar la canción, Marina organizó el "Cuntissimo Pageant", un evento para fanáticos donde todos debían ir vestidos de forma extravagante, y quien ganara sería coronado por la misma cantante.
Tras un evento exclusivo en el cual los fanáticos escogieron el siguiente sencillo del álbum, el 30 de mayo de 2025 Marina anunció "I Love You" como el cuarto sencillo, que se estrenaría con todo el resto del disco el 6 de junio en un video musical dividido en dos partes. Una en la cual Marina posa como una obra de arte viva ante varios espectadores en un traje similar al estilo burlesque, y otro en el cual baila en una discoteca recordando bastante el pop de la década de los 70.

## Lista de canciones
Créditos de la canción adaptados del servicio de streaming Apple Music .

| N.º | Título                                       | Escritor(es)         | Productor(es)     | Duración |  |
| 1.  | «Princess of Power · Christopher John Baran» | Marina Diamandis     | CJ Baran          | 4:09     |  |
| 2.  | «Butterfly»                                  | Diamandis            | CJ Baran · Marina | 4:25     |  |
| 3.  | «Cuntissimo»                                 | Diamandis            | CJ Baran · Marina | 4:00     |  |
| 4.  | «Rollercoaster»                              | Diamandis            | CJ Baran · Marina | 3:03     |  |
| 5.  | «Cupid's Girl»                               | Diamandis · CJ Baran | CJ Baran · Marina | 3:28     |  |
| 6.  | «Metallic Stallion»                          | Diamandis · CJ Baran | CJ Baran · Marina | 4:15     |  |
| 7.  | «Je ne sais quoi»                            | Diamandis · CJ Baran | CJ Baran          | 3:33     |  |
| 8.  | «Digital Fantasy»                            | Diamandis · CJ Baran | CJ Baran · Marina | 3:19     |  |
| 9.  | «Everybody Knows I'm Sad»                    | Diamandis            | CJ Baran · Marina | 4:07     |  |
| 10. | «Hello Kitty»                                | Diamandis · CJ Baran | CJ Baran          | 3:30     |  |
| 11. | «I <3 You»                                   | Diamandis · CJ Baran | CJ Baran          | 3:36     |  |
| 12. | «Adult Girl»                                 | Diamandis · CJ Baran | CJ Baran · Marina | 3:04     |  |
| 13. | «Final Boss»                                 | Diamandis · CJ Baran | CJ Baran · Marina | 3:10     |  |

## Historial de versiones
| Región | Fecha              | Formato(s)                           | Edición  | Etiquetas           | Ref.   |
| ------ | ------------------ | ------------------------------------ | -------- | ------------------- | ------ |
| Varios | 6 de junio de 2025 | CD descarga digital streaming vinilo | Estándar | Queenie Records BMG | [ 29 ] |